# Sarcophyton turschi
Sarcophyton turschi är en korallart som beskrevs av Verseveldt 1976. Sarcophyton turschi ingår i släktet Sarcophyton och familjen läderkoraller. Inga underarter finns listade i Catalogue of Life.